# فرودگاه ماسکگ تاور
فرودگاه ماسکگ تاور (به انگلیسی: Muskeg Tower Airport) یک فرودگاه همگانی است که یک باند فرود چمن دارد و طول باند آن ۷۳۲ متر است. این فرودگاه در کشور کانادا قرار دارد و در ارتفاع ۶۱۶ متری از سطح دریا واقع شده‌است.